# Фонтне су Фурон
Фонтне су Фурон (фр. Fontenay-sous-Fouronnes) насеље је и општина у источном делу централне Француске у региону Бургоња, у департману Јон која припада префектури Осер.
По подацима из 2011. године у општини је живело 73 становника, а густина насељености је износила 5,92 становника/km². Општина се простире на површини од 12,34 km². Налази се на средњој надморској висини од 170 метара (максималној 273 m, а минималној 149 m).

## Демографија
| 1962. | 1968. | 1975. | 1982. | 1990. | 1999. | 2011. |
| ----- | ----- | ----- | ----- | ----- | ----- | ----- |
| 97    | 101   | 85    | 76    | 74    | 73    | 73    |

График промене броја становника у току последњих година